# Gregor Fink
Gregor Fink, slovenski nogometaš, * 3. julij 1984, Celje.
Fink je slovenski profesionalni nogometaš, ki igra na položaju vratarja. Od leta 2022 je član avstrijskega kluba USV Wies. Pred tem je branil za slovenske klube Dravinjo, Bistrica, Celje, Olimpijo, Dravo Ptuj, Rudar Velenje in Zavrč, ciprski Aris Limassol ter avstrijski Deutschlandsberger SC. Skupno je v prvi slovenski ligi odigral 64 tekem. Bil je tudi član slovenske reprezentance do 20 in 21 let. 